# Ярмолинцы (Роменский район)
Ярмолинцы (укр. Ярмолинці) — село,
Коржевский сельский совет,
Роменский район,
Сумская область,
Украина.
Код КОАТУУ — 5924185405. Население по переписи 2001 года составляло 436 человек.

## Географическое положение
Село Ярмолинцы находится на берегу реки Олава (в основном на правом), выше по течению на расстоянии в 1,5 км расположено село Крапивинцы, через 2 км река впадает в реку Сула.

## Экономика
- Молочно-товарная ферма.

## Объекты социальной сферы
- Школа І-ІІ ст.